# Grand Prix Formule 1 van Oostenrijk 1998
De Grand Prix Formule 1 van Oostenrijk 1998 werd gehouden op 26 juli 1998 op de A1 Ring.

## Verslag
De startgrid zag er nogal ongewoon uit, Giancarlo Fisichella stond op de pole-position met Jean Alesi naast zich, doordat de kwalificatie in natte omstandigheden was gereden.
Na de start leidde Mika Häkkinen echter opnieuw. Achter hem botsten een aantal auto's waardoor Toranosuke Takagi moest opgeven. Olivier Panis raakte zelfs niet weg van de grid door een kapotte koppeling. In de tweede bocht botsten beide Arrows-rijders met David Coulthard. Coulthard ging in de pits voor een nieuwe neus maar de Schot had geluk dat de safety car op de baan was gekomen waardoor hij onmiddellijk achteraan kon aansluiten.
Bij de herstart leidde Häkkinen opnieuw, met Michael Schumacher achter hem. In de eerste bocht probeerde Schumacher voorbij de Fin te gaan maar hierdoor ging hij bijna van de baan waardoor Fisichella de tweede plaats kon overnemen. Ook Rubens Barrichello ging bijna voorbij, maar hij bleef op de vierde plaats. Barrichello moest enkele ronden later opgeven met remproblemen. Schumacher ging opnieuw van de baan waardoor hij zijn voorvleugel beschadigde. Hierdoor moest ook hij in de pits. Toen hij opnieuw op de baan kwam, lag hij bijna een ronde achter Häkkinen. Quasi hetzelfde moment viel Heinz-Harald Frentzen met motorproblemen uit. Ook Fisichella en Alesi crashten. Intussen deed Schumacher er alles aan om doorheen het veld te geraken, maar het was zijn broer Ralf die voor de meeste problemen zorgde. Verschillende ronden duurde het voordat Michael voorbij de Jordan geraakte. Hierdoor zat Schumacher achter zijn steeds meer vertragende ploegmaat Eddie Irvine. Het team zocht de oorzaak in remproblemen, maar algemeen wordt aangenomen dat het team aan Eddie Irvine de instructie had gegeven om Schumacher voorbij te laten. Hij behaalde de derde podiumplaats, achter Coulthard en Häkkinen.

## Uitslag
| Positie | Nummer | Rijder                | Team                | Ronden | Tijd/Opgave | Startplaats | Punten |
| ------- | ------ | --------------------- | ------------------- | ------ | ----------- | ----------- | ------ |
| 1       | 8      | Mika Häkkinen         | McLaren-Mercedes    | 71     | 1'30:44.0   | 3           | 10     |
| 2       | 7      | David Coulthard       | McLaren-Mercedes    | 71     | +5.289      | 14          | 6      |
| 3       | 3      | Michael Schumacher    | Ferrari             | 71     | +39.092     | 4           | 4      |
| 4       | 4      | Eddie Irvine          | Ferrari             | 71     | +43.976     | 8           | 3      |
| 5       | 10     | Ralf Schumacher       | Jordan-Mugen-Honda  | 71     | +50.654     | 9           | 2      |
| 6       | 1      | Jacques Villeneuve    | Williams-Mecachrome | 71     | +53.202     | 11          | 1      |
| 7       | 9      | Damon Hill            | Jordan-Mugen-Honda  | 71     | +1:13.624   | 15          |        |
| 8       | 15     | Johnny Herbert        | Sauber-Petronas     | 70     | +1 Ronde    | 18          |        |
| 9       | 6      | Alexander Wurz        | Benetton-Playlife   | 70     | +1 Ronde    | 17          |        |
| 10      | 12     | Jarno Trulli          | Prost-Peugeot       | 70     | +1 Ronde    | 16          |        |
| 11      | 22     | Shinji Nakano         | Minardi-Ford        | 70     | +1 Ronde    | 21          |        |
| 12      | 20     | Ricardo Rosset        | Tyrrell-Ford        | 69     | +2 Rondes   | 22          |        |
| NF      | 19     | Jos Verstappen        | Stewart-Ford        | 51     | Motor       | 12          |        |
| NF      | 23     | Esteban Tuero         | Minardi-Ford        | 30     | Spin        | 19          |        |
| NF      | 5      | Giancarlo Fisichella  | Benetton-Playlife   | 21     | Botsing     | 1           |        |
| NF      | 14     | Jean Alesi            | Sauber-Petronas     | 21     | Botsing     | 2           |        |
| NF      | 2      | Heinz-Harald Frentzen | Williams-Mecachrome | 16     | Motor       | 7           |        |
| NF      | 18     | Rubens Barrichello    | Stewart-Ford        | 8      | Remmen      | 5           |        |
| NF      | 16     | Pedro Diniz           | Arrows              | 3      | Botsing     | 13          |        |
| NF      | 17     | Mika Salo             | Arrows              | 1      | Botsing     | 6           |        |
| NF      | 11     | Olivier Panis         | Prost-Peugeot       | 0      | Koppeling   | 10          |        |
| NF      | 21     | Toranosuke Takagi     | Tyrrell-Ford        | 0      | Botsing     | 20          |        |

## Statistieken
| Poleposition  | Giancarlo Fisichella | Benetton-Playlife | 1:29.598 |
| Snelste ronde | David Coulthard      | McLaren-Mercedes  | 1:12.878 |

## Noot
- Dit was de eerste pole position voor Giancarlo Fisichella.

1963 · 1964 · 1970 · 1971 · 1972 · 1973 · 1974 · 1975 · 1976 · 1977 · 1978 · 1979 · 1980 · 1981 · 1982 · 1983 · 1984 · 1985 · 1986 · 1987 · 1997 · 1998 · 1999 · 2000 · 2001 · 2002 · 2003 · 2014 · 2015 · 2016 · 2017 · 2018 · 2019 · 2020 · 2021 · 2022 · 2023 · 2024 · 2025